# Ikollong
Ikollong est un village de la Région du Littoral du Cameroun, situé dans la commune de Ndom. 

## Population et développement
En 1967, la population de Ikollong était de 234 habitants, essentiellement des Babimbi du peuple Bassa. La population de Ikollong était de 139 habitants dont 83 hommes et 56 femmes, lors du recensement de 2005.  